# Mikkel Damsgaard
Mikkel Krogh Damsgaard (født 3. juli 2000) er en dansk fodboldspiller, der spiller for den Engelske klub Brentford F.C. og det danske landshold.

## Klubkarriere
Damsgaard startede sin karriere i Jyllinge FC, for hvilken han spillede i otte år. Damsgaard blev opdaget af scouten René Klok i forbindelse med en kamp for Jyllinge, hvor scouten havde til formål at se efter en anden spiller, men endte med i stedet at kontakte Damsgaard. Han skiftede til FC Nordsjælland som U/12-spiller.

### FC Nordsjælland
Den 27. september 2017 fik Damsgaard sin debut for FC Nordsjælland i en alder af 17 år. Han spillede hele kampen mod Vejgaard Boldspilklub i DBU Pokalen med en assist til følge.
Han fik sin debut i Superligaen den 26. november 2017 i en kamp mod AC Horsens. Han blev skiftet ind efter 80 minutter, som FC Nordsjælland vandt 6-0.
Damsgaard skrev i juli 2018 under på en fireårig kontraktforlængelse med FC Nordsjælland. Han spillede i alt 84 kampe for klubben og scorede 13 mål.

### Sampdoria
I begyndelsen af februar 2020 blev det offentliggjort, at Nordsjælland havde solgt Damsgaard til italienske U.C. Sampdoria med virkning fra juli samme år. Han fik her en fireårig kontrakt, og kostede ifølge medierne omkring 50 millioner kr.
Han debuterede for klubben i sæsonens første kamp mod Juventus 20. september 2020, da han blev skiftet ind tyve minutter før slutfløjtet. 17. oktober samme år scorede han sit første serie A-mål, da han scorede sidste mål i 3-0-sejren over Lazio.

## Landshold
Mikkel Damsgaard spillede enkelte kampe på de danske ungdomshold, særligt U/19 og U/21, inden han i efteråret 2020 blev udtaget til A-landsholdet. Han debuterede i en venskabskamp mod Sverige 11. november 2020 på et tidspunkt, hvor en række spillere ikke var til rådighed på grund af Covid-19. I sin anden landskamp scorede han to mål i 8-0-sejren over Moldova i en VM-kvalifikationskamp.
Han blev udtaget til Danmarks trup til EM-slutrunden 2020 (afviklet i juni 2021), og bortset fra første kamp mod Finland spillede han alle kampe for Danmark. Han scorede han sit første slutspilsmål mod Rusland og scorede igen i semifinalen mod England til 1-0. Dette mål, som han scorede direkte på frispark, var det første, der var scoret mod England i turneringen og turneringens eneste frisparksmål; englænderne vandt dog kampen 2-1 efter forlænget spilletid.